# Кім Таїл
Кім Таїл (англ. Kim Thayil; 4 вересня 1960, Сієтл) — американський музикант, гітарист і композитор. Найбільш відомий як один із засновників американської групи Soundgarden в 1984—1997 і з 2010 року. Він має науковий ступінь з філософії.

## Біографія

### Ранні роки
Народився в Сієтлі, в сім'ї індуїстських іммігрантів. Він жив там до п'яти років, коли він переїхав до Forest Park штат Іллінойс 40 миль на північний захід від Чикаго. Він провів велику частину свого дитинства, хоча протягом певного періоду він також жив в Індії. Таїл виріс, слухаючи MC5, Dolls, Stooges i Velvet Underground, але все почалося з Kiss. Саме ця група, ще в середині 70-х стала одною з найпопулярніших рок-груп Америки. Alive Це був другий альбом, який я купив в моєму житті, і перше, що я зрозумів, що все могло б бути набагато голосніше і більш жорстокими, ніж The Beatles акцент був зроблений на обсяг і гармонії над гітарою, мелодії і лірики все, що я ніколи не чув сказав Марк Арм з Mudhoney. Його перша групу була створена ним у часи середньої школи Zippy and His Vast Army of Pinheads, грати свої власні пісні (написаної Таїлом, натхненний його захопленням панком) (в основному Sex Pistols і Ramones). Приблизно в той же час він купив гітару Guild S-100, яка з того часу і досі супроводжувала його на сцені та в студії, і стала його візитною карткою.
Закінчив з Ямамото і Брюсом Павітом, альтернативні навчальні програми для Rich East High School в 1981 році. Він і Ямамото вирішив переїхати в Олімпія штат Вашингтон, щоб вчитися до Державного коледж Evergreen, але не міг знайти роботу, тому вони вирушили в Сієтл. Там Таїл вступив до університету штату Вашингтон, де він тоді отримав ступінь у галузі Філософія і зароблені гроші, працюючи як DJ для KCMU.
Таїл приземлився в Shemps. Команда заснована його другом з кімнати, Ямамото як басист після молодого барабанщика Кріса Корнелла приєднався до групи.